# Studentbladet
Studentbladet (STBL) är en svenskspråkig studenttidning i Finland, som ges ut av Svenska Studerandes Intresseförening (SSI). Tidningen har sitt huvudsäte i Helsingfors och den utkommer sedan början av 2017 främst som webbtidning. Den nedlagda papperstidningen hade en upplaga på 12 000-14 000 exemplar, beroende på nummer. I dag utkommer Studentbladet en till två gånger om året i form av ett magasin, men under nio månader om året publiceras artiklar varje vecka på stbl.fi.  
Målgruppen är de finlandssvenska högskolestuderandena vid SSI:s medlemskorporationer, och tidningen är också det enda som förenar så gott som alla svenskspråkiga studerande i Finland. Vissa av papperstidningens nummer skickades också ut till de finlandssvenska abiturienterna.  Studentbladet är och har alltid varit partipolitiskt obunden.
Vid redaktionen i Helsingfors jobbar två personer. Tidningen anlitar också årligen tiotals frilansare. Medan tidningen fortfarande utkom som papperstidning trycktes den hos KSF Medias tryckeri i Vanda.

## Chefredaktörer
- 1911-1912 Arthur Eklund
- 1913-1917 Hugo J.Ekholm (Ekhammar)
- 1919 Hans Ruin
- 1920 R.R Eklund
- 1921 Ragnar Ölander
- 1922 Bertel Kihlman
- 1923 Lars von Bonsdorff
- 1923-1924, 1926 Ragnar Granit
- 1925 Bertel Hintze
- 1927 S.R Malmström
- 1928 Tor Therman
- 1929 Aage Fischer
- 1930 Gunnar Mickwitz
- 1930-1932 Jarl Gallén
- 1933 Göran Stenius
- 1934-1935 Torsten Steinby
- 1935 Karl J. Lundmark
- 1936-1937 Torsten G.Aminoff
- 1937 Lorenzo Furuhjelm
- 1938 Per-Olov Barck
- 1939 Georg Henrik von Wright
- 1940-1941 Holger Ström
- 1944 Gösta Mickwitz
- 1945 Göran von Bonsdorff, Carl-Fredrik Meinander
- 1946 Patrick Bruun
- 1947, 1950 Kettil Bruun
- 1948 Lars Dufholm
- 1949 Kurt Westerholm
- 1951-1952 Björn Kurtén
- 1953 Carl-Fredrik Sandelin
- 1954 Klaus Törnudd
- 1955-1956 Bengt Pihlström
- 1957 Patrik Törnudd
- 1958 Ingmar Pörn
- 1959-1960 Johan Wrede
- 1961 Johan von Bonsdorff
- 1962 Björn Palmén
- 1963 Pär Stenbäck
- 1964 Maria Stenius
- 1965 Bjarne Nygård
- 1966 Carita Blom
- 1967 Bjarne Nitovuori
- 1968 Yrsa Stenius
- 1969 Sture Gadd
- 1970 Peter Lodenius
- 1971 Marcus Lyra
- 1972 Lars-Erik Häggman
- 1973-1974 Per-Edvin Persson
- 1975, 1977 Thomas Zilliacus
- 1976 Ralf Grahn
- 1978-1979 Henrika Zilliacus
- 1980 Henrik Stenbäck
- 1981 Stefan Borenius
- 1982 Lena Linderborg
- 1983 Patrik Henriksson
- 1984 Rabbe Weber
- 1985 Richard Nordgren, Kristian Wahlbeck
- 1986 Johan Lumme, Desiree Söderlund
- 1987 Thomas Lind, Stefan Randström
- 1988 Lena Bergman
- 1989 Ditte Kronström, Therese Norrmén
- 1990 Mikael Crawford, Stan Saanila
- 1991 Magnus Londen, Anders Mård
- 1992 Lea Gammals, Dan Eskil Jansson
- 1993 Peter Nyman, Patrik Rosström
- 1994 Jani Nåls, Kajsa Törnroth
- 1995 Katarina von Numers-Ekman, Anna-Jeanne Söderlund
- 1996 Stefan Holmström, Mikael Schulman
- 1997 Casper Almqvist
- 1998 Jeanette Björkqvist
- 1999 Marcus Floman, Markus Haakana
- 2000 Öjvind Strömsholm, Janne Lindberg
- 2001 Carl Haglund, Marika Mäklin
- 2002 Thomas von Boguslawski
- 2003 Mats Engblom
- 2004 Annika Pohjola, Anna Weijola
- 2005 Ingela West
- 2006 Janne Wass, Marina Wiik
- 2007 Sofia Holmlund
- 2008 Johan Gullmets
- 2009 Johnny Smeds
- 2010 Christoffer Gröhn
- 2011 Fanny Lindholm
- 2012 Ida Henriksson
- 2013 Teemu Kiviniemi
- 2014 Julis von Wright
- 2015 Niklas Evers
- 2016 Fanny Malmberg
- 2017 Erik Sandström
- 2018 Rafael Donner
- 2019 Ebba Håkans
- 2020 Julia Erginöz
- 2021 Ida Rislakki
- 2022 Elin Lindberg
- 2023 Kalle Grönroos
- 2024 Jonathan Fagerholm

## Historik
Studentbladet gavs ut första gången den 15 december 1911 och är därmed Nordens äldsta studenttidning.. Det första numret var ett provnummer som utgavs under ledning av Artur Eklund, kurator vid Vasa nation. År 1951 slogs Studentbladet ihop med Åbo Akademis Studentkårs organ Den aboensiske forskaren Tidningen gick i detta skede under namnet Studentbladet - Den aboensiske forskaren, eller Studentbladet-Daf. År 1965 ändrade tidningen format och blev en tabloid.
Många välkända finlandssvenskar har genom åren verkat som chefredaktörer på tidningen, bland annat minister Pär Stenbäck och EU-parlamentariker Carl Haglund. År 1988 tilldelades Studentbladet Topeliuspriset av Finlands svenska publicistförbund.
Den tryckta tidningen utkom fram till 2011 varannan vecka, då den ändrade profil och blev ett månadsmagasin. Efter årsskiftet 2016/2017 utkommer det endast ett till två nummer per år.